# Fengchengita
La fengchengita és un mineral de la classe dels silicats que pertany al grup de l'eudialita. Rep el nom de la ciutat de Fencheng, a la província de Liaoning (República Popular de la Xina), a uns 60 km NNE de la localitat tipus.

## Característiques
La fengchengita és un ciclosilicat de fórmula química Na₁₂◻₃(Ca,Sr)₆Fe³⁺₃Zr₃Si(Si₂₅O₇₃)(H₂O,OH)₃(OH,Cl)₂. Va ser aprovada com a espècie vàlida per l'Associació Mineralògica Internacional l'any 2011, sent publicada per primera vegada el 2017. Cristal·litza en el sistema trigonal. La seva duresa a l'escala de Mohs és 5. Químicament és similar a l'eudialita, i semblant també a la mogovidita pel que fa a la vacant i al domini del ferro fèrric.
L'exemplar que va servir per a determinar l'espècie, el que es coneix com a material tipus, es troba conservat a la col·lecció mineralògica del Museu Geològic de la Xina, a Beijing (República Popular de la Xina).

## Formació i jaciments
Va ser descoberta a la República Popular de la Xina, concretament a la localitat de Saima, al comtat de Kuandian (Dandong, província de Liaoning), on es troba en forma de grans anèdrics a subèdrics, generalment d'entre 1 i 7 mm, arribant a mesurar els més grans més de 15 mm. Aquest indret xinès és l'únic a tot el planeta on ha estat descrita aquesta espècie mineral.